# Кушнерёва, Людмила Григорьевна
Людмила Григорьевна Кушнерёва (род. 18 июля 1946, Волноваха, Сталинская область) — советская, украинская и российская художница, работает в различных жанрах графики, проживает в Крыму. Член НСХУ (1990). Заслуженный художник Автономной Республики Крым (2003).

## Биография
Кушнерёва Людмила Григорьевна родилась 18 июля 1946  года в Волновахе Сталинской ныне Донецкой области. Окончила Крымское художественное училище имени Н. С. Самокиша в Симферополе в 1969 году, класс преподавателя А. Шипова. Работала на Крымском художественно-производственном комбинате в Симферополе с 1970 по 2000 год. Член Союза художников УССР с 1990 года, позднее НСХУ. Заслуженный художник Автономной Республики Крым (2003).

## Семья
- Муж — крымский художник-график Кушнерёв Анатолий Николаевич (1937-2005)[3].
- Дочь — кандидат культурологии Наталья Золотухина.

## Творчество
Основное художественное направление —  пейзаж и натюрморт, техника - акварель. Участница областных, всеукраинских и международных художественных выставок с 1976 года. Персональные выставки художницы прошли в Симферополе (1995, 2005-06, 2008), Бахчисарае (2005, 2006), Киеве (2007). Творчество Кушнерёвой отличается передачей тонкой тональности цветовых соотношений, разнообразием пластичности мотивов крымской природы. Некоторые из работ хранятся в художественной коллекции Бахчисарайского историко-культурного заповедника.
Диплом III степени на ежегодном XI Биеннале камерной акварели Крыма в Симферопольском художественном музее.
Основные работы: «Гурзуф. Лунное затмение» (1997), «В парке», «Церковь в горах», «Натюрморт с виноградом» (все - 1999), «Беседка в горах», «Гурзуфские берега » (обе - 2000), «Большой каньон» (2001), «Кипарисы у моря» (2005), «Ивы у пруда» (2006), «Пейзаж с березами» (2007), «Грозовое небо в горах» (2008), «Ставки села Ароматное» (2009), «Камышовая река» (2010).